# ペアノ曲線

ペアノ曲線の構成を三回反復したもの。無限に反復した極限で空間充填曲線となる。

幾何学において、ペアノ曲線（ペアノきょくせん、英: Peano curve）は、空間充填曲線の最初に発見された例であり、1890年ジュゼッペ・ペアノ (Giuseppe Peano) による。ペアノ曲線は単位区間から単位正方形の上への全射連続関数であるが、単射ではない。ペアノはこれら2つの集合が同じ濃度をもつというゲオルグ・カントルの以前の結果に動機づけられた。この例のため、「ペアノ曲線」をより一般に任意の空間充填曲線を指すために用いる著者もいる。

## 構成
ペアノ曲線は再帰的に構成できる。i 番目のステップでは、正方形の集合 Si と正方形の中心の列 Pi を、それまでのステップで構成された集合と列から構成する。まずはじめに、S0 はただ1つの単位正方形からなり、P0 はその中心点からなる一元列である。
第 i ステップにおいて、Si − 1 の各正方形 s は9つの小さい等しい正方形に分割され、その中心点 c はこれらの9つの小さい正方形の中心の連続した部分列によっておきかわる。この部分列は、9つの小さい正方形を3つの列にグループ分けし、各列で連続に中心を並べ、正方形の一端から他方へ列を並べ、部分列における点のそれぞれの連続したペアの間の距離が小さい正方形の一辺の長さに等しくなるようにして、得られる。そのような並べ方には4つの可能性がある：
- 左の3つの中心は下から上、真ん中の3つの中心は上から下、右の3つの中心は下から上
- 右の3つの中心は下から上、真ん中の3つの中心は上から下、左の3つの中心は下から上
- 左の3つの中心は上から下、真ん中の3つの中心は下から上、右の3つの中心は上から下
- 右の3つの中心は上から下、真ん中の3つの中心は下から上、左の3つの中心は上から下

これらの4つの順序の中で、s のための順序は、順序の第一の点と Pi における直前の点との距離も小さい正方形の一辺の長さと等しくなるように選ばれる。c が順序の最初の点ならば、これら4つの順序のうち最初が、c を置き換える9つの中心のために選ばれる。
ペアノ曲線自身は正方形の中心の列を通る曲線の、i が無限大に行くときの極限である。

## 変種
ペアノ曲線の定義において、いくつかまたはすべてのステップで、3つの正方形の各行（列ではなく）の中心が連続になるようにすることもできる。これらの選択によりペアノ曲線の多くの異なる変種が得られる。
ヒルベルト曲線は同じ考えの単純な変種で、正方形を9つの等しい小さい正方形ではなく4つの等しい小さい正方形に分割することに基づいている。